# James Denton
James Denton,  född 20 januari 1963 i Nashville, Tennessee, är en amerikansk skådespelare.
Denton blev inte skådespelare förrän vid 23 års ålder. Han är mest känd från den amerikanska tv-serien Desperate Housewives där han spelar rörmokaren Mike Delfino. Denton har även gjort en del mindre roller i olika serier och filmer, som till exempel "Face/Off", "Ally McBeal" och "Threat Matrix".
Han är nu gift med den före detta skådespelerskan Erin O'Brien. De har en son och en dotter tillsammans.

## Filmografi (urval)
- 1996 – Dark Skies (TV-serie) (1 avsnitt)
- 1996–2003 – På heder och samvete (TV-serie) (2 avsnitt)
- 1997 – Face/Off
- 1997–2000 – Kameleonten (TV-serie) (36 avsnitt)
- 1998 – Spelets regler
- 2000 – Ally McBeal (TV-serie) (1 avsnitt)
- 2000 – Vita huset (TV-serie) (1 avsnitt)
- 2002 – The Drew Carey Show (TV-serie) (2 avsnitt)
- 2004–2012 – Desperate Housewives (TV-serie) (180 avsnitt)
- 2005–2006 – Reba (TV-serie) (2 avsnitt)
- 2012 – Hot in Cleveland (TV-serie) (1 avsnitt)
- 2015–2021 – Good Witch (TV-serie) (75 avsnitt)
- 2018 – NCIS: New Orleans (TV-serie) (1 avsnitt)